# یوشیهیتو، شاهزاده کاتسورا
یوشیهیتو، شاهزاده کاتسورا (به ژاپنی: 桂宮宜仁親王, Katsura-no-miya Yoshihito Shinnō); ۱۱ فوریهٔ ۱۹۴۸ – ۸ ژوئن ۲۰۱۴) آریستوکراسی (طبقه) دومین پسر شاهزاده میکاسا نوهٔ امپراتور تایشو اهل ژاپن بود.